# Chrysotus flavimaculata
Chrysotus flavimaculata är en tvåvingeart som beskrevs av Van Duzee 1929. Chrysotus flavimaculata ingår i släktet Chrysotus och familjen styltflugor.
Artens utbredningsområde är Panama. Inga underarter finns listade i Catalogue of Life.